# 蒙索什莱塞通
蒙索什莱塞通（法語：Montsauche-les-Settons，法語發音：[mɔ̃soʃ le sɛtɔ̃]）是法国涅夫勒省的一个市镇，属于希农堡（城）区。

## 地理
蒙索什莱塞通（47°12'54"N, 4°1'33"E）面积44.3 平方千米，位于法国勃艮第-弗朗什-孔泰大區涅夫勒省，该省份为法国中部省份，北至约讷省，西北接卢瓦雷省，西接谢尔省，南至阿列省，东南接索恩-卢瓦尔省，东临科多尔省。
与蒙索什莱塞通接壤的市镇（或旧市镇、城区）包括：丹莱普拉斯、普朗谢、布拉西、古卢、莫尔旺地区穆、莫尔旺地区乌鲁。

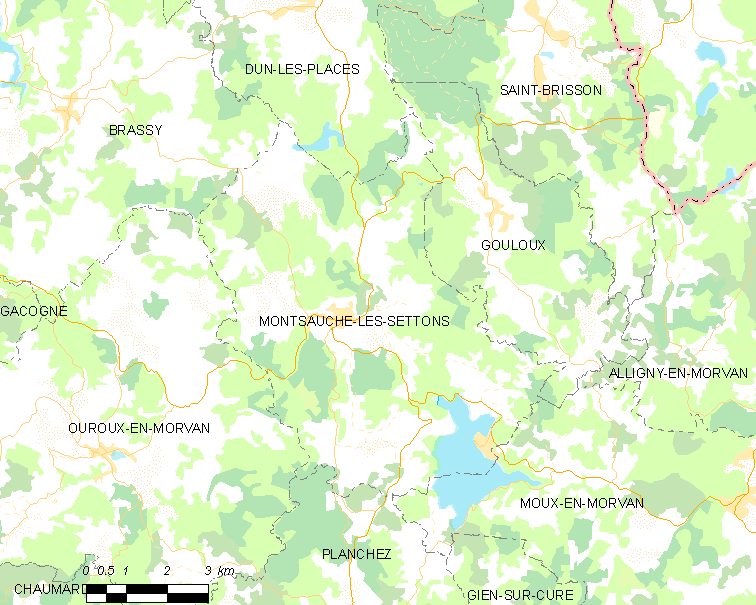
蒙索什莱塞通的OSM定位图

蒙索什莱塞通的时区为UTC+01:00、UTC+02:00（夏令时）。

## 行政
蒙索什莱塞通的邮政编码为58230，INSEE市镇编码为58180。

## 政治
蒙索什莱塞通所属的省级选区为希农堡县。

## 人口

1962-2008年间蒙索什莱塞通人口变化图示

蒙索什莱塞通于2022年1月1日时的人口数量为497人。